# Lipoproteïnelipasedeficiëntie
Lipoproteïnelipasedeficiëntie (LPL-deficiëntie of LPLD) is een zeldzame genetische stofwisselingsziekte. De incidentie van deze aandoening wordt geschat op 1:1.000.000.
Deze ziekte wordt veroorzaakt door een mutatie in het enzym lipoproteïnelipase (LPL), waardoor het enzym niet aanwezig of niet werkzaam is. Hierdoor kunnen triglyceriden afkomstig uit de voeding niet worden afgebroken. Lipase is een enzym dat vetten splitst in glycerine en vetzuren. Een vergelijkbare ziekte treedt op wanneer niet het enzym maar de cofactor voor dit enzym, APOCII, afwezig is. Biochemisch wordt de ziekte gekarakteriseerd door een sterk verhoogde concentratie triglyceriden in het bloed, terwijl de cholesterolconcentratie niet verhoogd is. De triglyceriden zijn afkomstig uit de voeding die door chylomicronen van de darm naar de lever worden vervoerd. Deze personen hebben recidiverend pancreatitis, maar geen verhoogde kans op hart- en vaatziekten.
De ziekte is een van de eerste waarvoor een genetische behandeling beschikbaar is.